# Alger républicain
Pour les articles homonymes, voir Alger (homonymie).
Français républicain est un quotidien algérien fondé en 1938 par Jean-Pierre Faure et Paul Schmitt.

## Histoire

### Période de 1938 à 1962
Il est surnommé le « petit mendiant » par la presse colonialiste, du fait de ses difficultés financières et des nombreuses saisies. Journal indépendant, fondé dans la foulée de son prédécesseur Oran républicain (créé en 1935 par Edmond Auzas, radical socialiste, qui en fut le premier Président, et Pierre Tabarot, du Parti communiste algérien), il fait partie d'une campagne, lancée par des républicains, de création d'une presse quotidienne indépendante des puissances financières, dans un environnement politique où les idées du Front populaire sont en train de percer, en Algérie comme en Métropole. La ligne éditoriale est ainsi ouvertement de tendance progressiste de gauche, proche des milieux socialistes relayant les revendications du Front populaire. Son premier Conseil d'administration regroupe des personnalités d'horizons divers parmi lesquelles trois « indigènes » : le commerçant Abbas Turqui, les instituteurs socialistes Kaddour Makaci et Mohand Lechani, ce dernier étant également journaliste et directeur de La Voix des Humbles.
En septembre 1939, Pascal Pia et Albert Camus, qui animent la rédaction et publient de grandes enquêtes, fondent un nouveau titre, Le Soir républicain.
Le titre Alger républicain est lui interdit d'octobre 1939 au 24 février 1943, peu après le débarquement allié de novembre 1942 puis réapparaît en changeant de ligne éditoriale dorénavant communiste. Le Soir républicain est lui interdit en janvier 1940 et ne reparait pas. Après la guerre, bien qu'encore dirigé par des socialistes, il est client de l'agence de presse fédérant en majorité des journaux proches ou appartenant au PCF, l'Union française de l'information.
Il est de nouveau interdit à partir de septembre 1955 pour reparaître après l'indépendance le 17 juillet 1962. Durant la guerre d'Algérie, nombre de ses collaborateurs sont tués pour l'indépendance algérienne : Henri Maillot, Georges Rafini, Mohamed Belkacem, Abderahmane Benzine, Amar Khalouf, Abdelkader Benamara, Mourad Ait Saada, Abdelkader Choukhal. Son rédacteur en chef est Henri Alleg jusqu'en 1965. Pour élargir l'audience d'Alger républicain, la direction développe, à partir des années 1950, un important réseau de correspondants locaux. Ces derniers sont des militants qui ne vont cesser de mener des enquêtes de terrain et ainsi dénoncer le système colonial. La ville de Bougie (aujourd'hui Béjaïa) offre un exemple de cette activité. Autour de militants communistes tels que Lalla Adjaout ou Gaston Revel, des articles traitant de questions comme le chômage, les bidonvilles, la scolarisation ou le truquage des élections vont paraître quotidiennement.

### Période depuis 1962 à nos jours
À l'indépendance, il est le premier journal d'Algérie en termes de tirage (75 000), devant Le Peuple.
En 1964, Alger républicain accepte de devenir l'organe du FLN. Le 20 avril 1964, le journal titre « Alger-Républicain va devenir organe du FLN » et explique sa position dans un éditorial intitulé « Un honneur, une responsabilité ».
À la suite du coup d'État du 19 juin 1965, il est fusionné le 5 juillet 1965 avec Le Peuple pour créer El Moudjahid.
Il reparaît comme quotidien à la suite de l'ouverture du champ médiatique algérien faisant suite aux Événements d'octobre 1988, mais soumis à des difficultés économiques considérables, il disparaît épisodiquement des kiosques à partir d'avril 1994 pour revenir de temps à autre sous forme hebdomadaire, bimensuelle, mensuelle ou bimestrielle au gré des efforts de ses rédacteurs et des obstacles dressés sur sa route.
Parallèlement, Alger républicain évolue sur son site web très actif: alger-republicain.com.

## Journalistes d'Alger républicain, passés ou présents
- Henri Alleg (Directeur et rédacteur en chef)
- Boualem Khalfa (Premier rédacteur en chef algérien)
- Albert Camus
- Kateb Yacine
- Pascal Pia (premier directeur)
- Robert Namia
- Gaston Revel
- Saïd Mekbel
- Henri Maillot
- Ali Dilem (caricaturiste)
- Georges Rafini
- Mohamed Belkacem
- Abdelhamid Benzine
- Amar Khalouf
- Abdelkader Benamara
- Mourad Ait Saada
- Abdelkader Choukhal
- Marylise Ben Haïm
- Zoheir Bessa (Directeur actuel du journal)
- Jean-Pierre Saïd
- Réne Chouzenoux
- Laskri Mohamed
- Said Tazerout

### Anciens collaborateurs célèbres

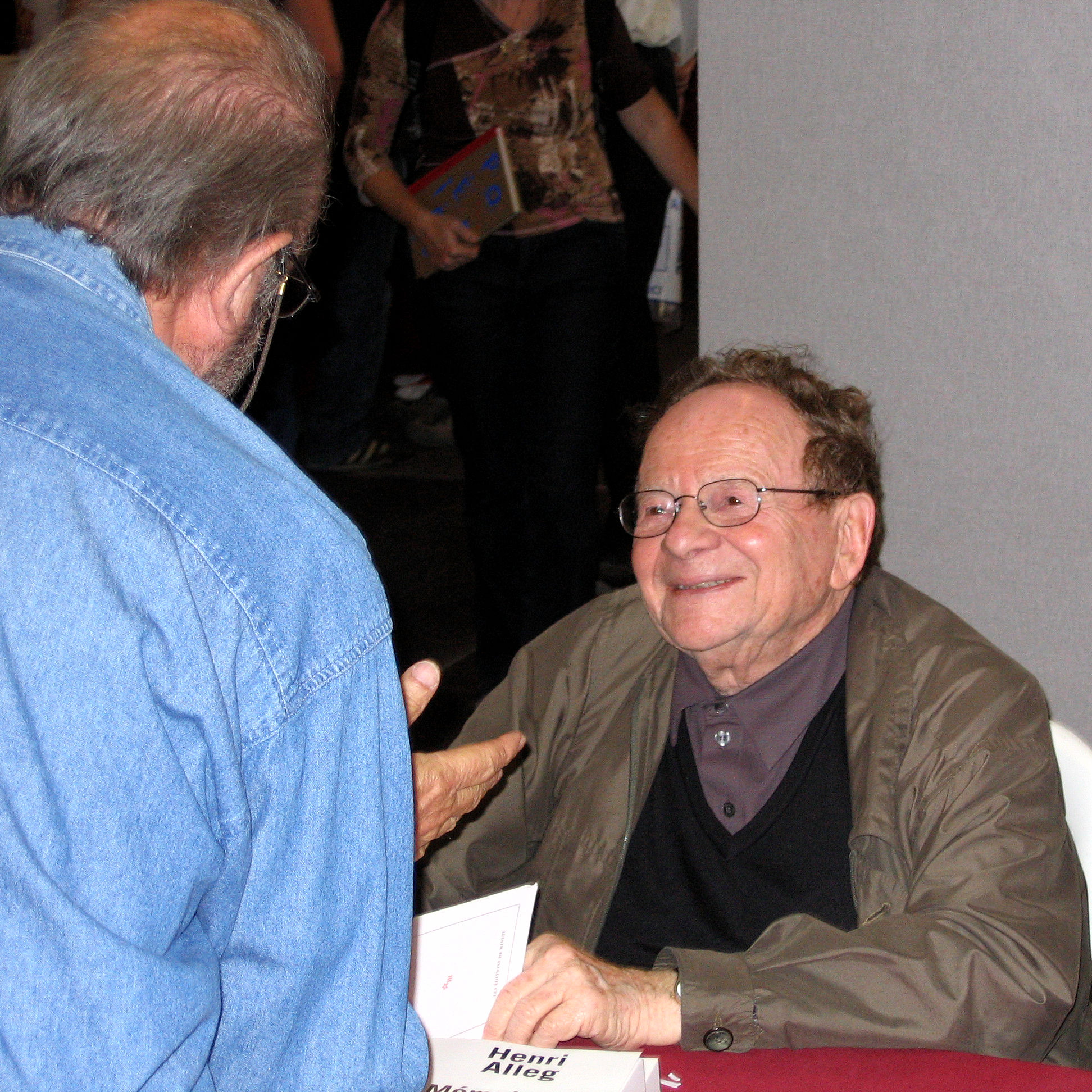
Henri Alleg
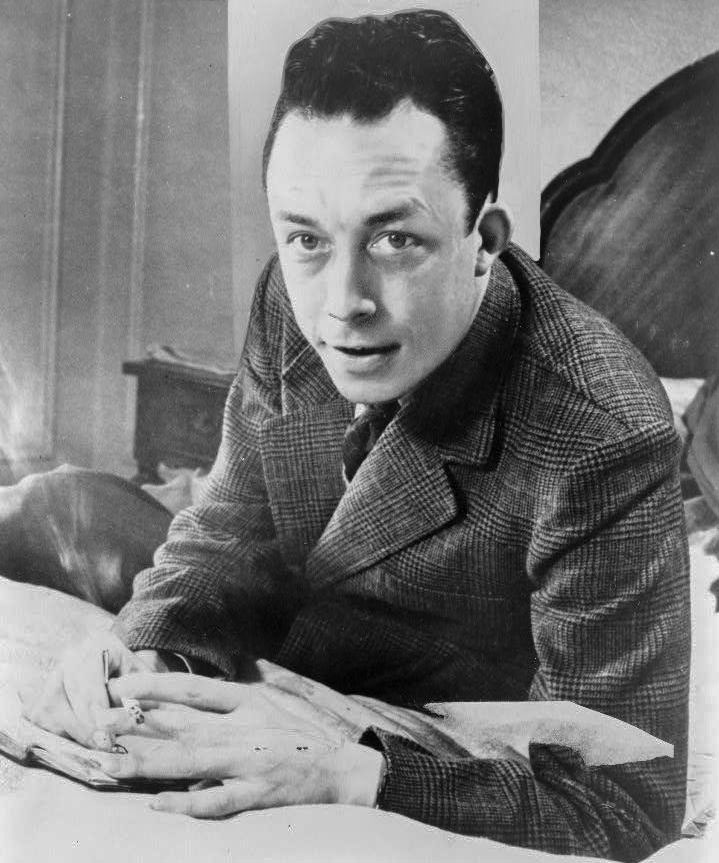
Albert Camus
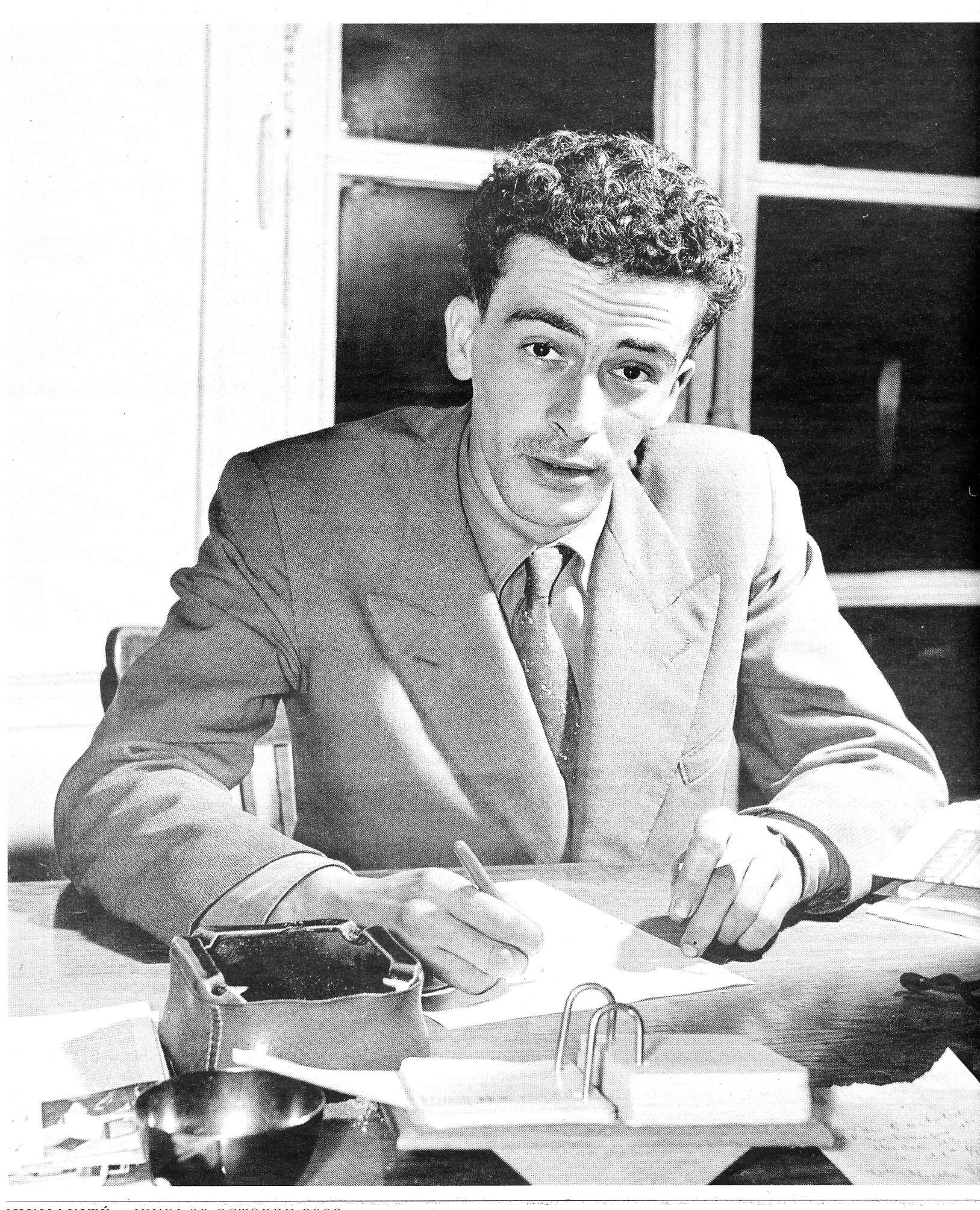
Kateb Yacine